# David Garrett
David Garrett, pseudonimo di David Christian Bongartz (Aquisgrana, 4 settembre 1980), è un violinista e compositore tedesco naturalizzato statunitense.
Particolarmente apprezzato come musicista da Zubin Mehta e Daniel Barenboim, possiede molti violini tra cui un Guarneri del Gesù del 1727, un Fagnola del 1903, un Santo Serafino del 1753, un Jacobus Stainer del 1659, un altro Guarneri del Gesù del 1744. Per i concerti di crossover usa un Jean Baptiste Vuillaume, mentre per i concerti di musica classica, il suo celebre e storico "compagno", uno Stradivari del 1716 e dal 2022 anche un Guarneri del Gesù del 1736.
Si è fatto conoscere dalla critica per il suo repertorio di musica rock adattato all'orchestra e, in particolare, al violino, che tende nelle sue cover a sostituire le chitarre di artisti quali Brian May, Angus Young, Slash, Kirk Hammett, Jimmy Page o Kurt Cobain, ma anche le voci, come quelle di Axl Rose o Michael Jackson. In modo analogo, accompagnato da chitarre e batterie, ha portato celeberrimi brani classici a tonalità più rock.

## Biografia
Il padre è un avvocato tedesco mentre la madre, Dove Garrett, è una ballerina statunitense. Proprio dalla madre ha preso il cognome utilizzato come pseudonimo, scelto dai suoi genitori perché «più pronunciabile».
All'età di nove anni ha fatto il suo debutto al festival "Kissinger Sommer". A 11 anni collabora con la Filarmonica di Amburgo, mentre nel 1994, a quindici anni, stipula un accordo con la Deutsche Grammophon per l'incisione di diverse opere come solista. Nel 2004 si diploma in arte alla Juilliard School di New York.
Nel 2008 è entrato nel Guinness dei primati per aver eseguito il volo del calabrone in un minuto e sei secondi.

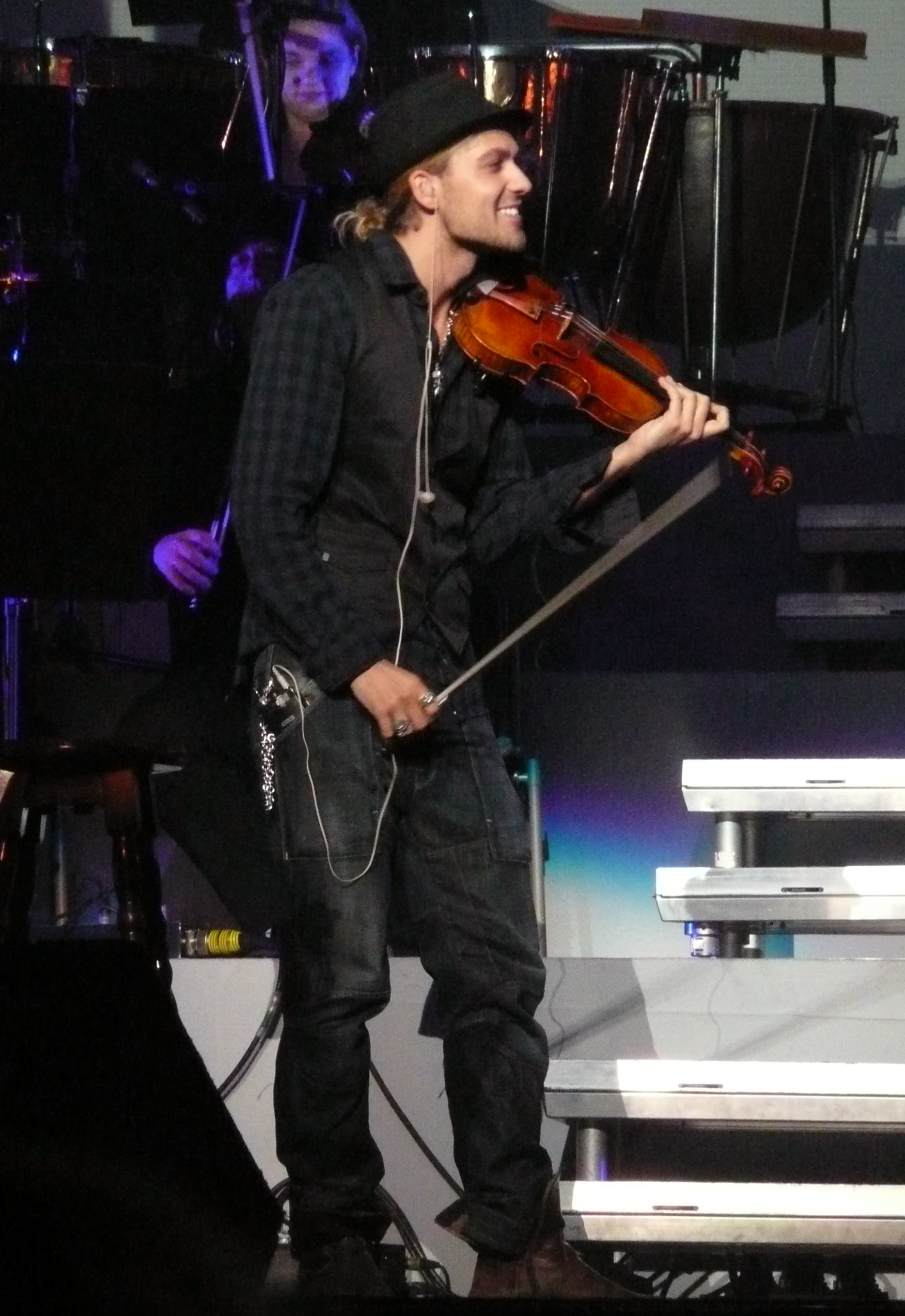
Garrett in concerto a Colonia nel 2010

Con l'album Rock Symphonies del 2010 si fa conoscere alla platea internazionale; nel disco Garrett unisce il genere classico con il rock, fondendo brani di autori quali Vivaldi e Beethoven con altri come U2, Nirvana, Metallica e Aerosmith.
Riguardo al suo strumento musicale, a undici anni ha ricevuto il suo primo violino Stradivari. Garrett possedeva anche un violino Guadagnini del 1772; nel 2007, dopo un'esibizione presso il Barbican Centre di Londra vi cadde sopra danneggiandolo gravemente, ma poté riutilizzarlo nuovamente poco tempo dopo. Suona inoltre un violino Guarnieri "Baltic" del 1731.
Il 12 ottobre 2012 è uscito il suo nuovo lavoro intitolato Music, anticipato dalla cover al violino di Viva la vida dei Coldplay.
Nel 2013 debutta come attore cinematografico nel film Il violinista del diavolo, dove è protagonista nel ruolo di Niccolò Paganini. Il 25 ottobre dello stesso anno pubblicherà il suo capolavoro intitolato Garrett vs. Paganini, che si può considerare un omaggio al compositore genovese.
Nel 2015 esce il suo album intitolato Explosive, che presenta una combinazione di brani pop e brani classici, oltre a numerosi brani composti da David stesso, tra cui l'omonimo singolo. Il 18 agosto 2017 esce il singolo Bittersweet Symphony che anticipa l'album di cover Rock Revolution, pubblicato il 17 settembre successivo.
Nel 2022 pubblica l'autobiografia Se solo sapeste.

## Discografia

### Album in studio
- 1995 - Mozart: Concerto per violino K 218 e 271, sonata per violino e pianoforte in Si bemolle maggiore, K. 454 (Deutsche Grammophon)
- 1995 - Beethoven Spring sonata (Deutsche Grammophon)
- 1997 - Paganini Caprices (Deutsche Grammophon)
- 2001 - Tchaikovsky, Conus: Violin Concertos (Deutsche Grammophon)
- 2002 - Pure Classics (Deutsche Grammophon)
- 2006 - Free
- 2007 - Virtuoso (Decca)
- 2008 - Encore (Decca)
- 2009 - David Garrett
- 2009 - Classic Romance
- 2010 - Rock Symphonies (Decca)
- 2011 - Legacy (BeethovenKreisler/Rachmaninov) - Garrett/Marin/Royal Philharmonic Orchestra, Decca
- 2012 - Music (Decca)
- 2013 - 14 (Deutsche Grammophon)
- 2013 - Garrett vs. Paganini (Decca)
- 2014 - Timeless (Decca)
- 2015 - Explosive (Decca)
- 2017 - Rock Revolution (Decca)
- 2017 - The Early Years (Deutsche Grammophon)
- 2018 - Unlimited
- 2020 - Alive - My Soundtrack
- 2020 - Alle Tage Ist Kein Sonntag
- 2022 - Iconic
- 2024 - Millennium Symphony

### Collaborazioni
- 2004 - Nokia Night of the Proms
- 2008 - The New Classical Generation 2008

## Videografia

### DVD
- 2009 - David Garrett Live - In Concert & In Private
- 2010 - David Garrett: Rock Symphonies - Open Air Live
- 2011 - Legacy
- 2012 - Music
- 2021 - Unlimited - Live from the Arena di Verona
- 2023 - David Garrett: Alive - Live from Caracalla & The privat life of a Star

## Filmografia
- 2013 - Il violinista del diavolo (The Devil's Violinist), regia di Bernard Rose